# Čierne nad Topľou
Čierne nad Topľou es un municipio del distrito de Vranov nad Topľou en la región de Prešov, Eslovaquia, con una población estimada a final del año 2024 de 711 habitantes.
Se encuentra ubicado en el centro-sur de la región, cerca del río Topľa (cuenca hidrográfica del río Tisza) y de la frontera con la región de Košice.

## Demografía
| Año        | 1994 | 2004    | 2014    | 2024    |
| ---------- | ---- | ------- | ------- | ------- |
| Población  | 815  | 795     | 747     | 711     |
| Diferencia |      | −2,45 % | −6,03 % | −4,81 % |

| Año        | 2023 | 2024    |
| ---------- | ---- | ------- |
| Población  | 713  | 711     |
| Diferencia |      | −0,28 % |